# Заполля (Серебрянське сільське поселення)
Заполля (рос. Заполье) — присілок у Лузькому районі Ленінградської області Російської Федерації.
Населення становить 22 особи. Належить до муніципального утворення Серебрянське сільське поселення.

## Історія
Згідно із законом від 28 вересня 2004 року № 65-оз належить до муніципального утворення Серебрянське сільське поселення.

## Населення
| 2007 | 2010 |
| ---- | ---- |
| 21   | ↗22  |